# Chapelle castrale

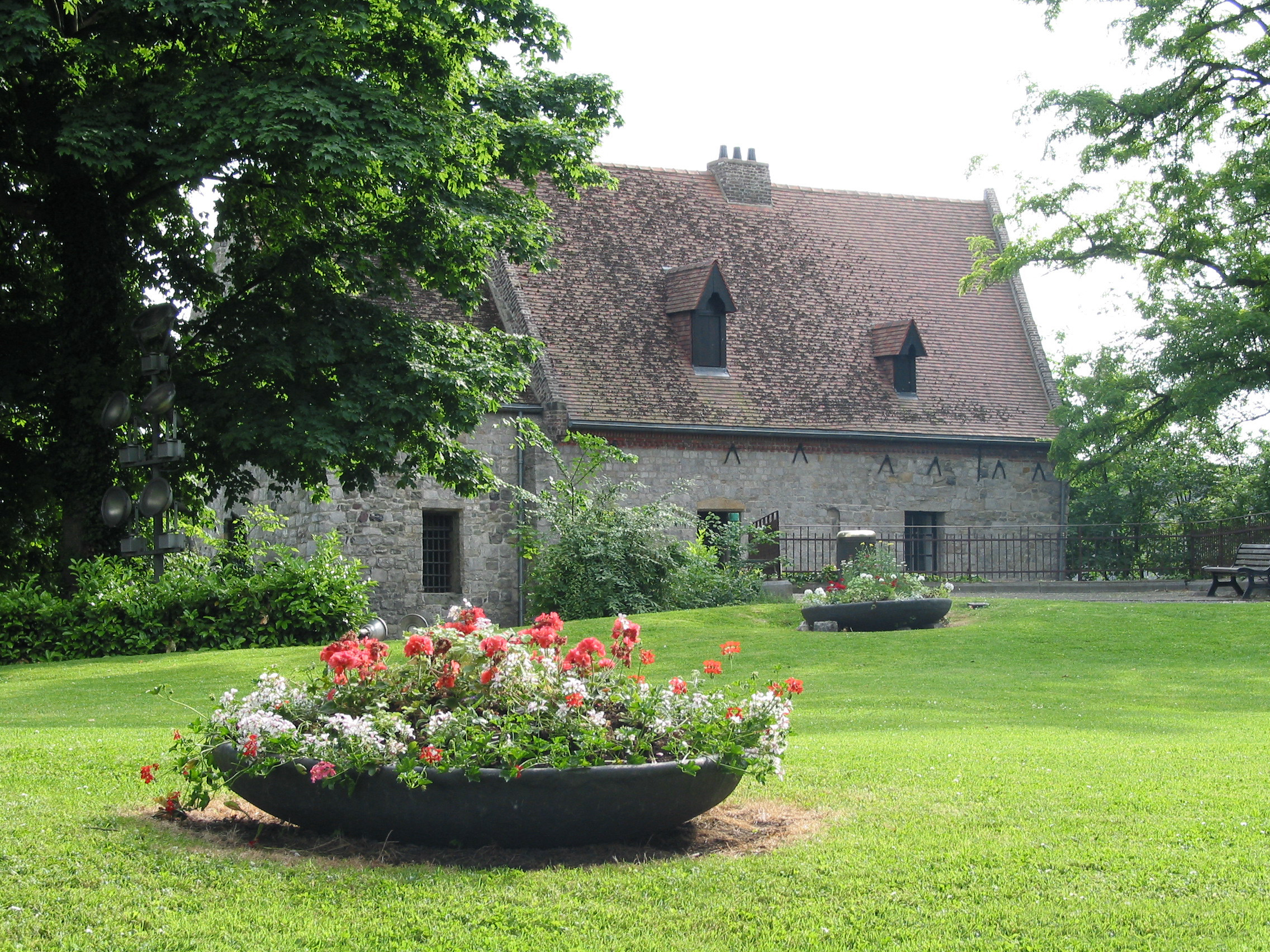
La chapelle Saint-Calixte de Mons est une chapelle castrale.

Une chapelle castrale est un édifice religieux catholique édifié comme partie d’un ensemble de bâtiments définis comme château-fort ou autre domaine castral. Parce que répondant à des fonctions religieuses ou servant de nécropoles familiales, ces chapelles survécurent 
à la disparition des châteaux auxquels elles étaient liées. 
Aujourd’hui, même si le château a complètement disparu, certains éléments architecturaux et, souvent, la présence de pierres tombales rappellent l’origine de ces chapelles, d’où le nom qui leur est donné.